# Università telematica Universitas Mercatorum
Universitas Mercatorum è un'università telematica privata italiana, con sede a Roma, fondata nel 2006 dal sistema delle Camere di Commercio Italiane e dal 2015 è controllata da Multiversity S.p.A..

## Storia
L'ateneo ha ottenuto il 10 maggio 2006 il riconoscimento legale dal Ministero dell'università e della ricerca che l'ha autorizzato a praticare la formazione a distanza attraverso l'impiego delle tecnologie dell'informazione e della comunicazione. Pochi anni dopo Unioncamere ha ceduto i 2/3 del capitale sociale di Unimercatorum srl al gruppo Multiversity. 
La denominazione Universitas Mercatorum richiama le origini, la natura e la vocazione tipica delle Camere di commercio quali organismi rappresentativi della comunità e, più specificatamente, della generalità dei vari soggetti ed ambiti produttivi. Le universitates mercatorum erano, infatti, organismi associativi – antesignani delle odierne camere di commercio – dispensatori di giustizia e investiti di funzioni di regolazione dei mercati, a tutela degli interessi di tutti i settori coinvolti.
Negli anni, ai corsi di laurea in ambito economico, si sono aggiunti corsi appartenenti ad altre aree, fra cui quelli relativi alle risorse umane delle piccole e medie imprese.

## Struttura organizzativa

### Dipartimenti
- Scienze della Società e della Comunicazione
- Scienze Economiche e Giuridiche
- Scienze Tecnologiche e dell'Innovazione

L'università ha sede legale a Roma, presso Palazzo Costaguti, ed è articolata in tre facoltà, che offrono corsi di laurea e di laurea magistrale, di master, di specializzazione e di formazione aziendale e per professionisti, e dottorati di ricerca.

### Governance
Il consiglio di amministrazione dell'ateneo è composto in maggioranza da rappresentanti designati dalla società Unimercatorum srl, che ne è proprietaria. Esso delibera gli atti fondamentali dell'ateneo, inclusa l'attivazione dei corsi di studio, e ne nomina il rettore, i presidi di facoltà, i direttori di dipartimento e il direttore generale. Questi ultimi costituiscono, insieme al presidente del consiglio di amministrazione, il  Senato accademico, il quale svolge atti legati principalmente all'organizzazione della didattica.

## Presidenti
- Fabio Domenico Vaccarono (dal 2023)

## Rettori
- Giorgio Marbach (2006-2014)
- Pierfrancesco Pacini (2014-2015)
- Giovanni Cannata (dal 2015)